# Sidi Ifni
Sidi Ifni (arabisch سيدي إفني, DMG Sīdī Ifnī; Tamazight ⵙⵉⴷⵉ ⵉⴼⵏⵉ) ist eine in der Region Guelmim-Oued Noun am Atlantischen Ozean gelegene marokkanische Stadt mit etwa 23.000 Einwohnern. Sie ist die Hauptstadt der Provinz Sidi Ifni und trägt den Beinamen „Tor zur Sahara“ (Porte du Sahara).

## Lage und Klima
Sidi Ifni liegt am Atlantischen Ozean etwa 170 km (Fahrtstrecke) südwestlich von Agadir in einer mittleren Höhe von ca. 30 m. Bis nach Marrakesch sind es etwa 400 km in nordöstlicher Richtung. Das Klima ist stark vom Atlantik und der Wüstenlandschaft des Hinterlandes geprägt; der eher spärliche Regen (ca. 150–200 mm/Jahr) fällt nahezu ausschließlich im Winterhalbjahr.

## Bevölkerung
| Jahr      | 1994   | 2004   | 2014   | 2024   |
| Einwohner | 19.722 | 20.051 | 21.618 | 22.696 |

Die leichte, aber kontinuierliche Zunahme der Einwohnerzahl beruht hauptsächlich auf der Zuwanderung von Menschen, vorwiegend Berbern, aus den Bergregionen des Hinterlandes oder aus anderen Regionen Marokkos.

## Wirtschaft
Der wichtigste Wirtschaftszweig der Stadt war und ist der Fischfang. Vor den Toren der Stadt werden Adlerfische, Sardinen, Seezungen, Doraden, Thunfische und zahlreiche weitere Arten gefangen. Nach dem Ende der einzig verbliebenen Fischfabrik 2008 werden Fische nur noch für den Eigenbedarf, die Märkte und die umliegenden Restaurants gefangen.
Der Stadt fehlt es an Arbeitgebern. Kleine Gewerbe und Straßenhändler bieten jungen Leuten beruflich nur wenig Perspektiven. Es gibt deshalb eine hohe Jugendarbeitslosigkeit, die manchmal auch zu größeren Spannungen führt. So bewirkte die Schließung des letzten größeren Arbeitgebers vor Ort, der Fischfabrik, im Jahr 2008 Proteste und Aufstände und führte letztendlich zu Konfrontationen mit der Polizei.
Wirtschaftliche Bedeutung haben auch die im Hinterland Sidi Ifnis wachsenden Opuntien und Arganbäume. Kooperativen produzieren und vermarkten lokale Produkte; diejenige von Tafyucht nahe dem kleinen Ort Meesti produziert Arganöl und die nahe Sbouya gelegene Kooperative Aknari stellt Produkte aus Kaktusfeigen her. Um die Kaktusfrüchte zu vermarkten, wird seit 2013 meist im August das Festival Moussem Aknari veranstaltet, das mit einer Landwirtschaftsmesse, mit Reiterspielen und der Wahl einer „Miss Cactus“ verbunden ist.

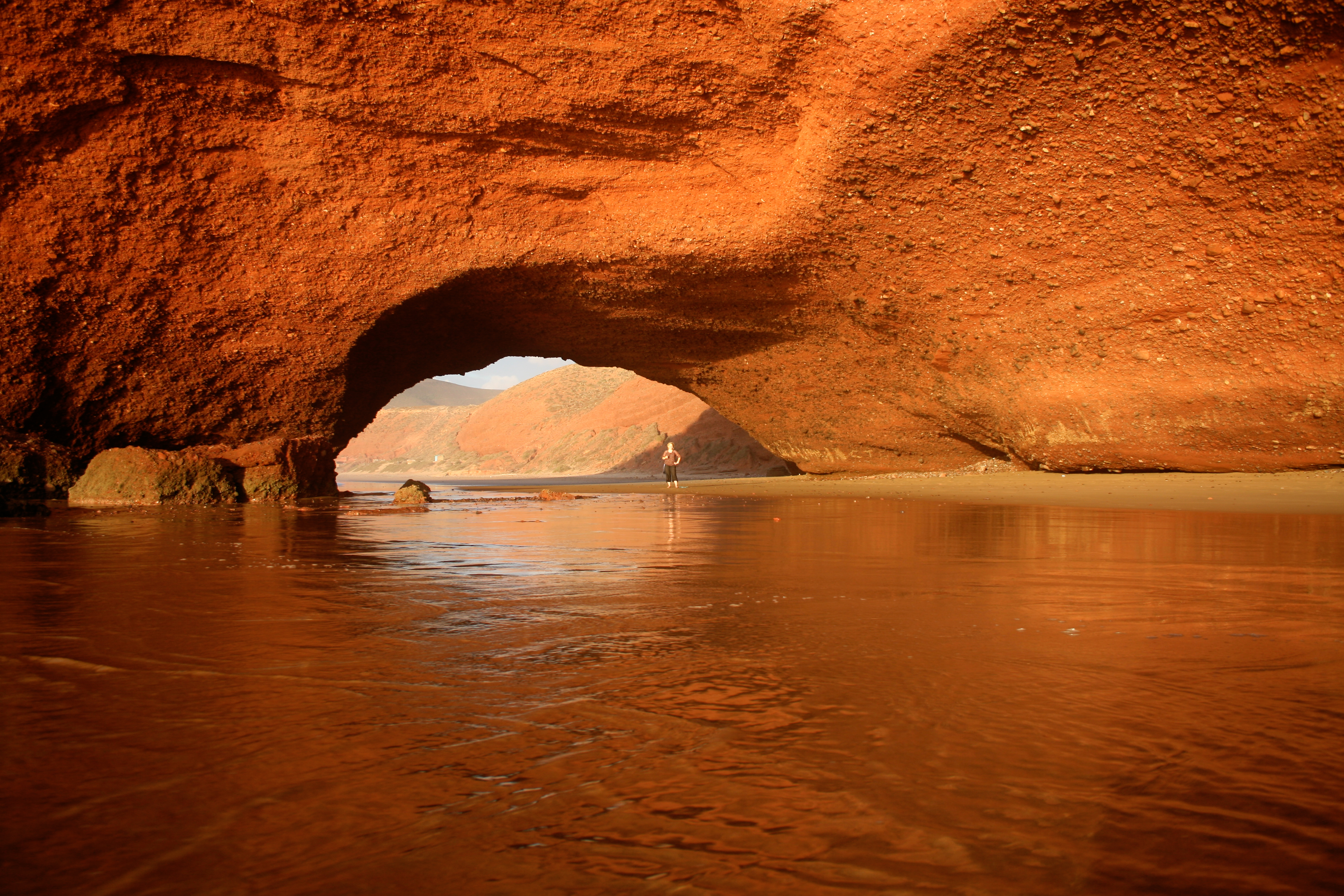
Leghzira-Strand

Ein anderer Wirtschaftszweig ist der Tourismus. Im Sommer – wenn der Küstennebel die Temperaturen niedrig hält – wird Sidi Ifni von vielen marokkanischen Touristen besucht. Der nächstgelegene internationale Flughafen von Agadir ist etwa 170 Kilometer entfernt. Von dort existiert eine Linienbusverbindung. Vom ca. 80 km entfernten Guelmim kann man nach Casablanca oder Laayoune fliegen.
Sidi Ifni liegt in unmittelbarer Nähe von zahlreichen Sandstränden. Zahlreiche Orte haben bis heute ihre Wildheit und Unberührtheit erhalten. Zu erwähnen sind vor allem Strände bei Leghzira und Mirleft im Norden und bei Sidi Ouarzig im Süden.
Im Januar 2009 wurde entschieden, Sidi Ifni in den Status einer Provinz zu erheben.

## Geschichte

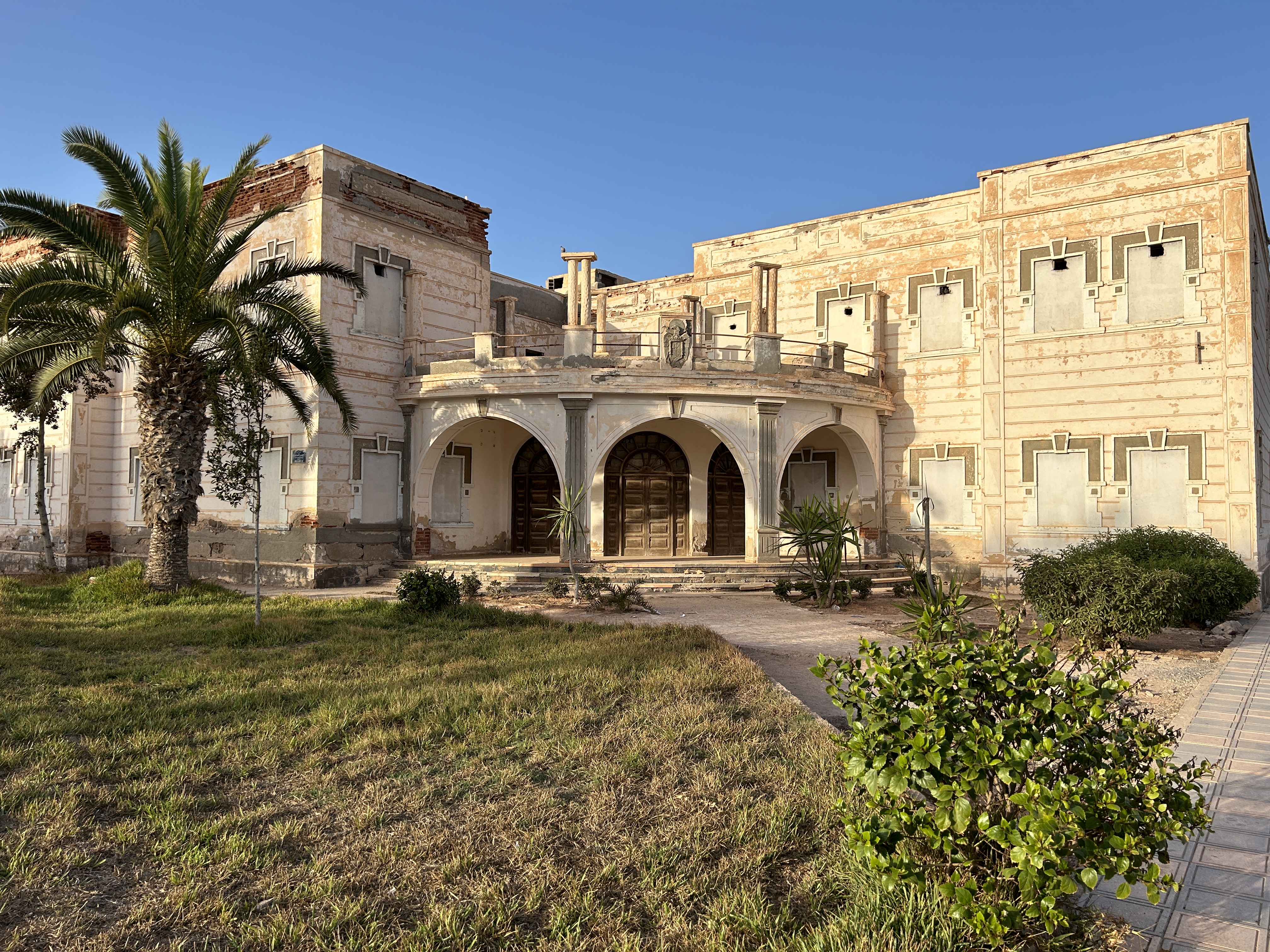
Sidi Ifni – ehemaliges spanisches Konsulat

Sidi Ifni wurde im Jahr 1934 gegründet; der Ort folgte einem um 1476 etwas weiter südlich unter Diego de García Herrera, dem Gouverneur der Kanarischen Inseln, angelegten Stützpunkt für Sklavenjagden und Fischerei namens Santa Cruz del Mar Pequeña. Obwohl dieser Stützpunkt durch seine spanischen Eroberer sogleich mit einer Festung gesichert worden war, fiel er nach diversen Aufständen der ortsansässigen Bevölkerung vom Stamm der Aït Baamrane schon ca. 50 Jahre später wieder in deren Hände zurück. Die Spanier gaben den Ort auf, er wurde in der Folge vergessen.
Im spanisch-marokkanischen Vertrag von 1767, welcher inhaltlich von einem späteren aus dem Jahr 1860 bestätigt wurde, trat Spanien fälschlicherweise ein anderes Gebiet als das Ergebnis der Verträge von Tanger ab, von welchem ausgehend Spanien Fischerei und Fischhandel betreiben konnte. Im Jahr 1884 wurde dieses Gebiet spanische Kolonie. Unter Franco wurde dieser Ort 1934 in einen militärischen Stützpunkt umgewandelt und die Stadt Sidi Ifni gegründet. Diese neue Stadt sollte das politische Zentrum Spanisch-Westafrikas werden und den Spaniern als Militärgarnison dienen.
Mit Hilfe spanischer Gelder entwickelte sich der Ort schnell. Nach einem geometrischen Masterplan der Kolonialherren wurden Straßen, Alleen, zentrale Plätze, Kasernen, Schmuckbauten, Krankenhaus und Verwaltungsgebäude im Art-Déco-Stil errichtet. Die Stärkung der Infrastruktur besaß höchste Priorität und es entstanden alsbald ein Flughafen (International Code: SII) und ein befestigter Seehafen. Nahezu 15.000 spanische Soldaten und Militärs residierten in diesen Jahren mit ihren Familien in Sidi Ifni. Freizeitangebote wie Kinos, Zoo, Cafés oder Kasino boten genügend Abwechslung.
Obwohl das Territorium um Sidi Ifni kaum richtig befriedet war, konnte Spanien während der marokkanischen Unabhängigkeit 1956 Sidi Ifni gemeinsam mit Ceuta, Melilla und Westsahara halten. Das Hinterland Sidi Ifnis wurde jedoch bereits 1957 von der „Marokkanischen Befreiungsarmee“ (Armée de Liberation Marocaine) besetzt; in der Folge kam es zum Ifni-Krieg zwischen Spanien und Marokko. In den 1960er Jahren nahm der internationale Druck auf Spanien zu. Zwischen Franco und Hassan II. geführte Verhandlungen mündeten schließlich in den Verträgen von Fès vom 4. Januar 1969. Hier wurde das Ende der spanischen Souveränität besiegelt und der Abzug der spanischen Truppen und Besatzung geregelt. Das Territorium von Ifni fiel zurück an Marokko. In Sidi Ifni blieben nur einige wenige Spanier zurück. Eine gewisse Berühmtheit erlangte hier Maria Gomez, die als letzte Spanierin erst im Jahr 2001 in Sidi Ifni verstarb.

## Architektur

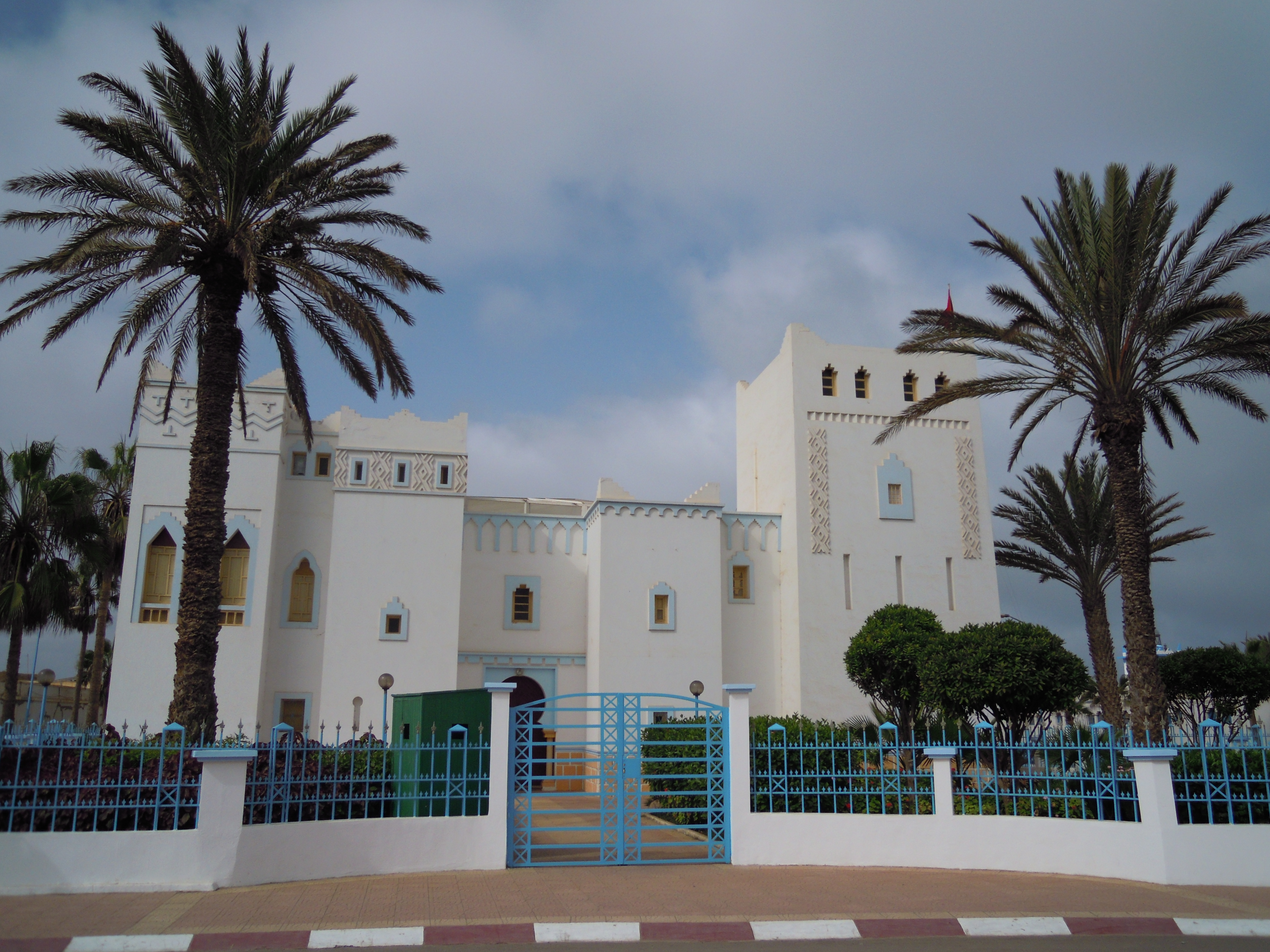
Gouverneurspalast

Sidi Ifni wurde von den Spaniern in den 1930er Jahren in sehr kurzer Zeit erbaut. Obwohl oft schlecht gepflegt oder äußerlich leicht verändert, offenbart sich dem Besucher noch immer die Art-déco-Stadtgestaltung. Besonders erwähnenswert sind das Gebäude der „Alten Admiralität“ im Stil der Streamline-Moderne, die Kathedrale (heute Gericht), der Leuchtturm, der Gouverneurspalast, der Twist Club und zahlreiche Wohnhäuser im Herzen des alten Stadtkerns. Ein besonderes Beispiel ist der spanische Platz mit der angrenzenden Rue Sidi Mohammed, einer von Palmen gesäumten Allee mit kubischen Häusern und blühenden Gärten.
Nachdem im Jahr 2008 entschieden wurde, die Provinzverwaltung von Tiznit zu trennen und eine Provinz Ifni zu gründen, sollte einigen der alten Gebäude bald ein neuer Verwendungszweck zukommen. Ebenfalls 2008 wurde das alte Zentrum Sidi Ifnis von Marokko als schützenswert anerkannt und eine Schutzzone ausgewiesen. Spanien besitzt nach der Aufgabe der Enklave jedoch weiterhin einige Anlagen und Gebäude in Ifni. Darunter fallen auch das ehemalige Konsulat und die Kathedrale. Aufgrund von Befindlichkeiten und Dissonanzen zwischen Spanien und Marokko konnten diese Gebäude und Anlagen bislang keinen neuen Zwecken zugeführt werden.

## Kultur
Der im Jahr 2009 von dem Belgier Frédéric Dumont in Sidi Ifni gedrehte Film Un ange à la mer („Engel am Meer“) erhielt im selben Jahr die Auszeichnung „Kristallglobus“ für den besten Film auf dem 44. Internationalen Filmfestival Karlovy Vary in Tschechien sowie den Darstellerpreis für Olivier Gourmet. Er kam Anfang 2010 in die belgischen Kinos.